# کریستین بونوویی
کریستین بونوویی (انگلیسی: Kristine Bonnevie‎; متولد ۸ اکتبر ۱۸۷۲ – متوفی ۳۰ اوت ۱۹۴۸) یک دانشمند در زمینه زیست‌شناسی یاخته‌ای اهل نروژ بود.
او اولین زنی بود که در نروژ به مقام استادی دانشگاه رسید. از نظر سیاسی او ضمن گرایش به چب از مدافعان حقوق زنان بود. در زمینه تحقیقات علمی او در حوزه‌های  یاخته‌شناسی، ژنتیک و  جنین‌شناسی فعالیت می‌کرد.
کریستین بونوویی اولین زنی بود که به  مجلس نمایندگان نروژ بعنوان عضو علی‌البدل راه پیدا کرد. او همچنین به نمایندگی از حزب آزادیخواهان چپ، عضو شورای شهر  کریستینیا بود. کریستین بونوویی از اولین زنانی بود که در نروژ به مقام رسمی سیاسی رسیدند.

## زندگی شخصی

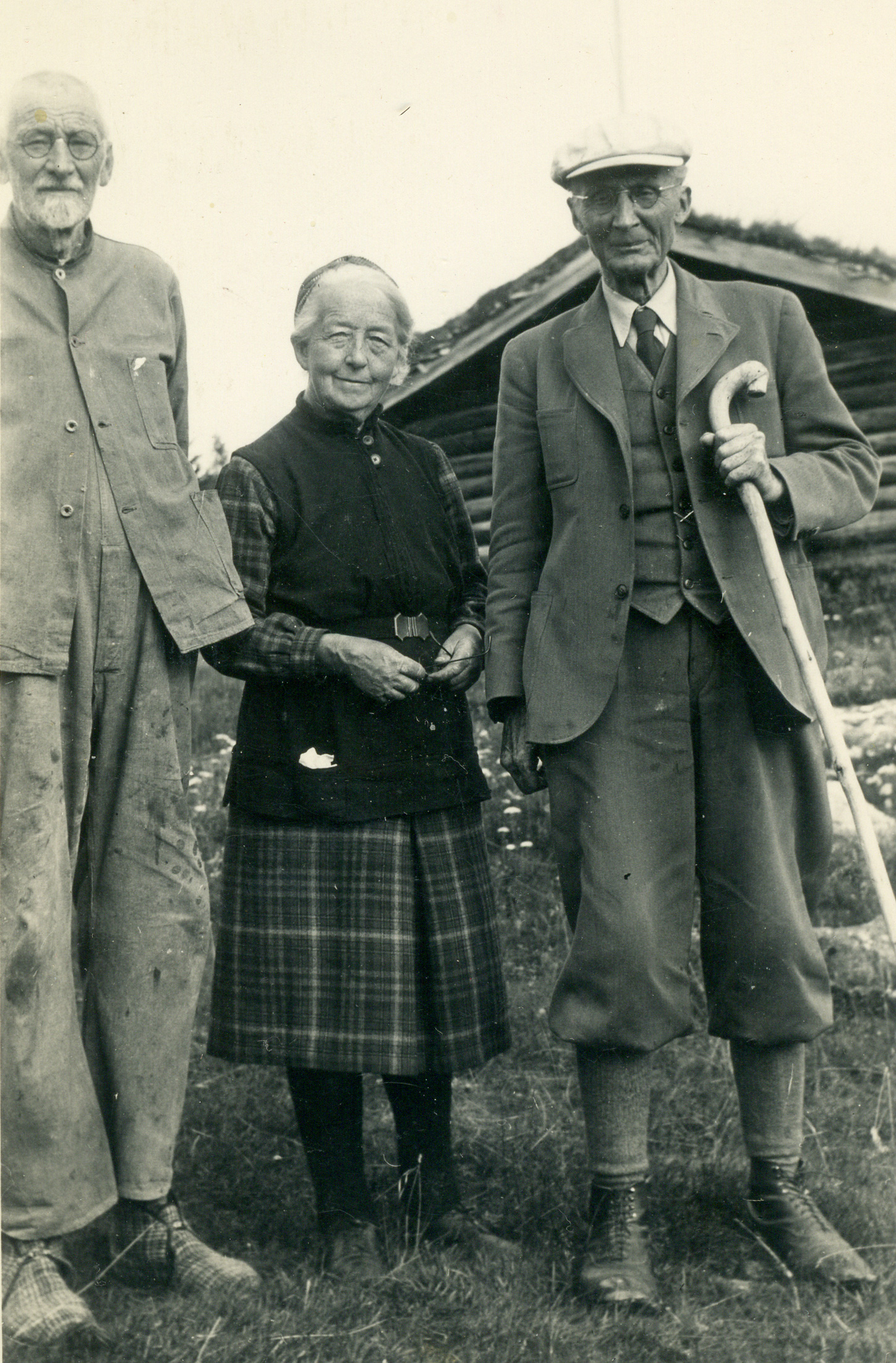
کریستین بونوویی با برادر شوهرش ویلهلم بیرکنس (سمت راست) و برادرش ارنست ویلهلم بیرکنس در کابینش، اسنفوگل (پرنده برفی) در حدود ۱۹۴۶

وی پنجمین فرزند از هفت فرزند «یعقوب آل بونوویی» (۱۸۳۸–۱۹۴۴) و «آننه یوهاننه» (۱۸۳۹–۱۹۲۷) بود. یعقوب آل بونوویی با زنی دیگری بنام «سوزان براین» (۱۸۴۸–۱۹۲۷) صاحب فرزند هشتم و نهم نیز شد. خانواده بونوویی در سال ۱۸۸۶ از تروندهایم به  کریستینیا نقل مکان کردند. کریستین بونوویی هرگز ازدواج نکرد. بزرگترین خواهر او با یک فیزیکدان و هواشناس نروژی ازدواج کرد.
پدر او در کل نظر مساعدی دربارهٔ نهضت زنان نداشت. او معتقد بود که زنان دارای عواطف قوی بوده و در مقابل سختی‌های هر روزه بردبار هستند. او یک بار نوشت که زنان به وقت نزاع منصف باقی مانده و از پیروزی مغرور نمی‌شوند. اما برای غوطه خوردن در واقعیات دنیای خارجی خلق نشده و جای آنها در خانه است.

## تحصیل و تجربه شغلی

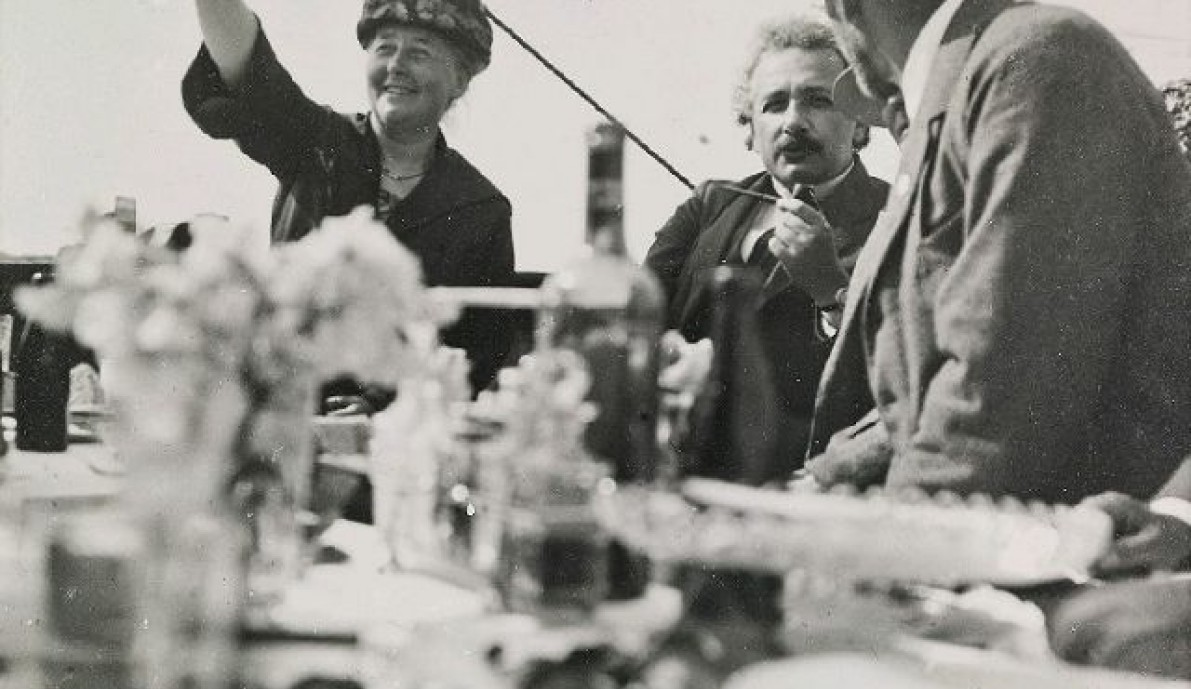
کریستین بونوویی، آلبرت انیشتین و واگن والفرید اکمن

کریستین بونوویی در سال ۱۸۹۲ م، امتحانات نهایی دوره متوسطه را با موفقیت پشت سر گذاشت. ابتدا به ادامه تحصیل در رشته جانورشناسی پرداخت اما بعد از مدتی، به زیست‌شناسی تغییر رشته داد. در سال ۱۹۰۶ م رساله دکترای خود را در مورد  سلولهای زایا منتشر کرد. او همچنین از سال ۱۸۹۸ تا ۱۸۹۹ م در زوریخ زیر نظر آرنولد لانگ مشغول تحصیل بود. از سال ۱۹۰۰ تا ۱۹۰۱ در وورتسبورگ زیر نظر تئودور بووری بود. او از سال ۱۹۰۶ تا ۱۹۰۷ در نیویورک، در دانشگاه  کلمبیا ادامه تحصیل داد. او در سال ۱۹۰۰ م بعنوان رئیس  آزمایشگاه آناتومی جانوری به جانشینی یوهان یورت  انتخاب شد. کریستین بونوویی از سال ۱۹۱۲ تا سال ۱۹۳۷ در  کالج سلطنتی فردریک سمت استادی داشت. در ضمن، مؤسسه مطالعات ژنتیک در ۱۹۱۶ بوسیله او پایه‌گذاری شد. در سال ۱۹۱۱ او اولین زن در نروژ بود که به عضویت آکادمی علوم و ادبیات نروژ پذیرفته شد. در سال ۱۹۲۲ م او خود یک انجمن برای زنان دانشگاهی درنروژ ایجاد کرد. در سال ۱۹۱۶ یک مرکز مطالعاتی برای دانشجویان دختر و در سال ۱۹۲۳ یک مرکز دانشجویی عمومی احداث کرد. از سال ۱۹۲۷ تا ۱۹۳۷
کریستین بونوویی عضو هیئت پخش همگانی دانشگاه بود. اشخاص مشهوری مانند تور هایردال از جمله دانش آموختگان کریستین بونوویی بودند.

### فعالیت سیاسی
کریستین بونوویی از سال ۱۹۰۹ تا ۱۹۱۸عضو حزب آزادیخواهان چپ بود. از سال ۱۹۰۸ تا سال ۱۹۱۹ عضو شورای شهر  کریستیانیا بود. در سال ۱۹۱۵ بعنوان عضو علی‌البدل، اولین زنی بود که وارد  مجلس نماینگان مردم در نروژ شد. بین سالهای ۱۹۱۶ و ۱۹۱۸ او معاونت اتو بار هالوورسن را در مجلس برعهده داشت. در سال ۱۹۲۰ او موفق به دریافت نشان سلطنتی نروژ به پاس خدمات خود گردید. او همچنین جوایز دیگری از جمله نشان سنت اولاف و  جایزه فریتیوف نانسن را در زمان زندگی خود بدست آورد.
بین سالهای ۱۹۲۲ و ۱۹۳۳، کریستین بونوویی در امور کمیته بین‌المللی همکاری اندیشمندانه (با هنری برگسون، آلبرت انیشتین، ماری کوری و غیره) همکاری می‌کرد.